# 努特卡海峽
努特卡海峡（英語：Nootka Sound；努查努阿特语：Mowichat）是太平洋上、温哥华岛西部的一个海峡，将温哥华岛和努特卡岛分开。这座岛屿1774年被西班牙海军首次发现，1778年库克船长到访，将其命名为乔治国王海峡（King George's Sound）。它在海上毛皮贸易历史中扮演过重要角色。